# Refugi dels Cortals de Sispony
De Refugi dels Cortals is een bemande berghut in de Andorrese parochie La Massana. De hut ligt ten westen van het dorp Sispony op een hoogte van 1690 meter, even ten zuidoosten van het skistation van Pal, en is eigendom van de overheid.

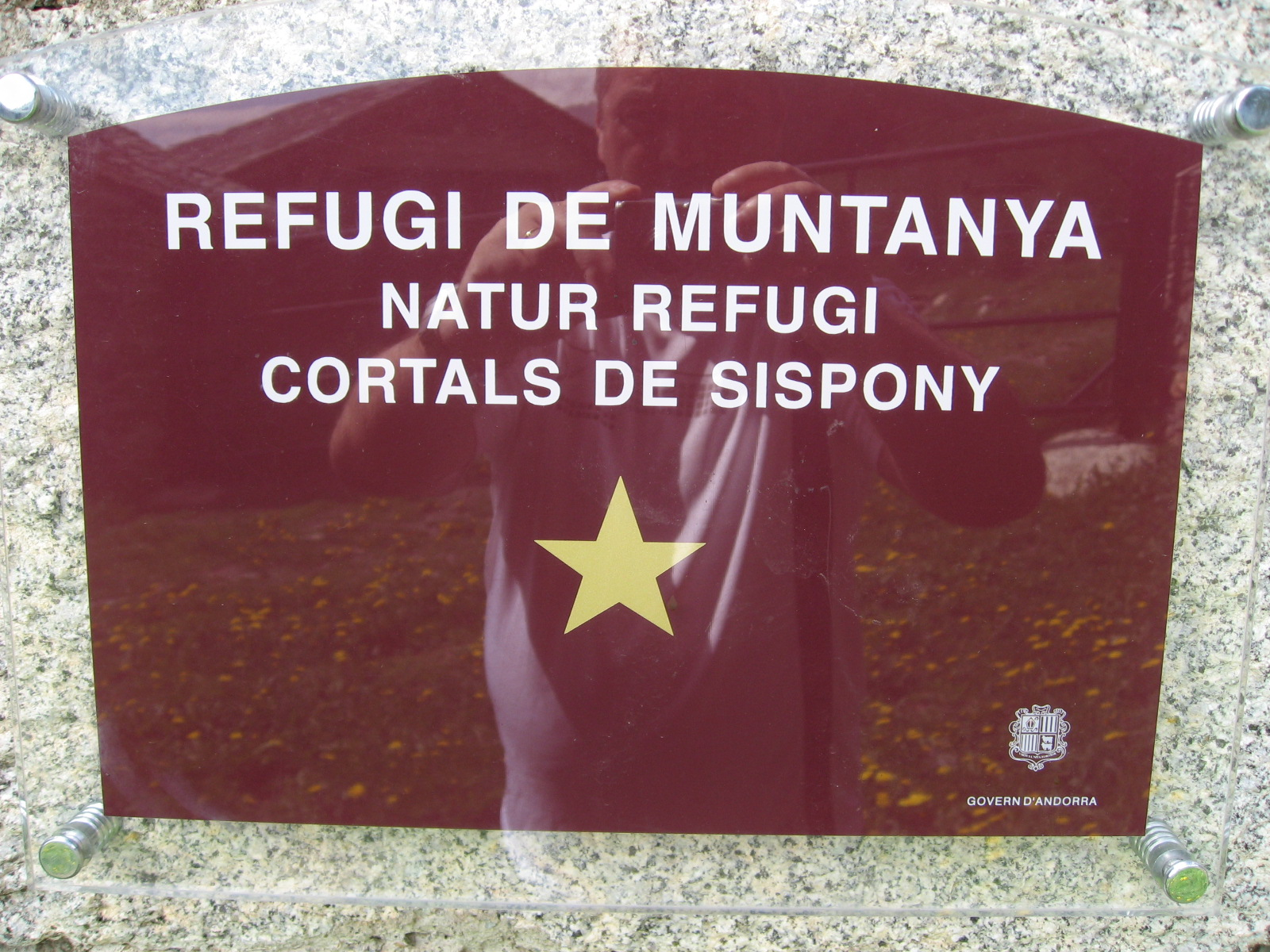
Plaat aan de buitenmuur

Refugi de Comapedrosa · Refugi de les Fonts · Refugi del Pla de l'Estany · Refugi dels Cortals de Sispony · Refugi d'Estanys Forcats